# Лорен Ґрофф
Лорен Ґрофф (народилася 23 липня 1978) — американська письменниця, авторка романів та коротких оповідань. Вона написала п’ять романів і дві збірки оповідань, зокрема «Тендітні їстівні пташки» (2009), «Долі та фурії» (2015), «Матінка» (2022) і «Безмежна глушина» (2023).
2024 року авторку названо однією зі 100 найвпливовіших людей за версією журналу TIME.

## Молодість та освіта
Ґрофф, друга дитина у сім'ї Жанін і Джеральда Ґроффів, народилася і виросла у Куперстауні, Нью-Йорк. Закінчила Емгерстський коледж та Університет Вісконсина у Медісоні зі ступенем магістра образотворчих мистецтв у галузі художньої літератури.

## Кар'єра
Перший роман Ґрофф, «Чудовиська з Темплтона», вийшов у видавництві Гайперіон 5 лютого 2008 року та дебютував у списку бестселерів The New York Times. Його добре сприйняв Стівен Кінг, який прочитав книжку перед публікацією та написав першу рецензію в Entertainment Weekly. 2008 року роман увійшов до короткого списку Orange Prize для нових письменників і його названо однією з найкращих книг 2008 року за версією Amazon.com і San Francisco Chronicle.
«Чудовиська з Темплтона» — це сучасна історія про повернення додому до Темплтона, що є втіленням Куперстауна, штат Нью-Йорк. У ньому переплітаються голоси персонажів, узятих з історії міста, а також з роману «Піонери» Джеймса Фенімора Купера, дія якого теж розгортається у белетризованому Куперстауні під назвою Темплтон.
Перша збірка оповідань Грофф «Тендітні їстівні пташки»  вийшла в січні 2009 року. Вона містила історії, опубліковані в The New Yorker, The Atlantic, Five Points, Plowshares та антологіях Best New American Voices 2008, Pushcart Prize XXXII і The Best American Short Stories 2007, 2010 і 2014 років.
Другий роман Ґрофф, «Аркадія», вийшов 2012 року і розповідає про першу дитину, яка народилася у вигаданій комуні 1960-х років у північній частині штату Нью-Йорк. Бестселер New York Times і Booksense, цей роман отримав схвальні відгуки від New York Times Sunday Book Review, The Washington Post і Miami Herald. Роман визнано однією з найкращих книг 2012 року за версією The New York Times, The Washington Post, NPR, Vogue, The Globe and Mail, The Christian Science Monitor, і Kirkus Reviews.
Третій роман авторки «Долі та фурії» вийшов 2015 року й став бестселером New York Times та Booksense. «Долі та фурії» — це зображення 24-річного шлюбу з двох перспектив — спочатку чоловіка, а потім дружини. Його було номіновано на Національну книжкову премію за художню літературу 2015 року, Премію Національного кола книжкових критиків 2015 року за художню літературу і він був представлений у численних списках художньої літератури «Найкраще за 2015 рік», зокрема як вибір Amazon.com як Найкраща книга 2015 року. Президент Барак Обама вибрав її улюбленою книжкою 2015 року.
2017 року Гранта назвала Ґрофф однією із найкращих молодих американських письменниць її покоління. 2018 року вона отримала стипендію Гуґґенхайма з художньої літератури.
П’ята книжка Ґрофф, збірка оповідань «Флорида», вийшла 2018 року. «Флорида» стала переможцем The Story Prize за збірки оповідань, опубліковані 2018 року. Також була фіналістом Національної книжкової премії за художню літературу 2018 року. The Guardian назвав розповідь Ґрофф «героїчним спротивом проти способу життя, який ми ведемо зараз: проти марнотратства, проти штучних середовищ, у яких нас утримують корпорації, але водночас і проти тиску на жінок бути бездоганними, без зусиль ідеальними матерями, дружинами, сестрами, коханками, подругами в умовах цього жалюгідного стану речей».
Четвертий роман Ґрофф «Матінка» вийшов 2021 року. «Матінка» розповідає про «сімнадцятирічну Марі де Франс ... яку відправили до Англії, щоб вона стала новою настоятелькою злиденного абатства, черниці якого перебувають на межі голоду та потерпають через хвороби». The Observer назвав це «дивним і поетичним історичним романом, дія якого розгортається в абатстві, схожому на сон, вигадана біографія містички XII століття». Роман «Матінка» потрапив до короткого списку Національної книжкової премії з художньої літератури 2021 року та медалі Ендрю Карнегі за досягнення в художній літературі 2022 року.
П’ятий роман Ґрофф, «Безмежна глушина», дебютував у списку бестселерів New York Times у вересні 2023 року. «Безмежна глушина» розповідає про втечу служниці з колоніального поселення під час «голодного періоду» 1609 року.
2024 року письменниця відкрила книжковий магазин The Lynx у Гейнсвіллі, штат Флорида. Вона також була запрошеною редакторкою The Best American Short Stories 2024.

## Особисте життя
Ґрофф одружена, має двох дітей і живе в Гейнсвіллі, штат Флорида. Її сестра — тріатлоністка та дворазова олімпійська чемпіонка Сара Тру.

### Романи
- Чудовиська з Темплтона /The Monsters of Templeton (William Heinemann, 2008, ISBN 9780434017843)
- Аркадія /Arcadia (Hachette, 2012, ISBN 9781401340872)
- Долі та фурії /Fates and Furies (William Heinemann, 2015, ISBN 9781785150142)[42]
- Матінка /Matrix (William Heinemann, 2021, ISBN 9781785151903)[43][44][45]
- Безмежна глушина /The Vaster Wilds (Riverhead Books, 2023), ISBN 9780593418390.[46][47][48][49][50][51][52][53]

### Коротка художня проза

#### Збірки
- Тендітні їстівні пташки /Delicate Edible Birds (2009)[54]
- Флорида /Florida (New York: Riverhead Books, 2018, ISBN 9781594634512)

## Критичні дослідження та рецензії на творчість Ґрофф

### Флорида
- Elkin, Lauren (15 червня 2018). Florida by Lauren Groff review – rage and refusal as Earth reaps the whirlwind. The Guardian.

## Зовнішні посилання
- Офіційний сайт